# Scoglio di Sant'Elmo
Lo scoglio di Sant'Elmo è un'isola dell'Italia, in Sardegna.
Amministrativamente appartiene a Castiadas, comune italiano della città metropolitana di Cagliari.